# Литијумска батерија
Литијумска батерија је примарна батерија која има литијум као аноду. Ови типови батерија се такође називају литијум-металне батерије.
Разликују се од осталих батерија по својој високој густини набоја (дуговечност) и високој цени по јединици. У зависности од дизајна и коришћених хемијских једињења, литијумске ћелије могу да произведу волтаже од 1,5 V (наспрам цинк-угљеничних или алкалних батерија) до око 3,7 V.
Једнократна примарна литијумска батерија мора да се разликује од секундардне литијум-јонске и литијум-полимерске батерије, које су пуњиве. Литијум је посебно користан, пошто његови јони могу да се поређају тако да се крећу између аноде и катоде, користећи интеркалирано литијумово једињење као катодни материјал али без употребе метала литијума као анодног материјала. Чисти литијум ће моментално да реагује с водом, или чак влагом у ваздуху; литијум у литијум-јонским батеријама је мање реактивно једињење. Погрешно руковање током пуњења или пражњења може да изазове испаравање дела садржаја батерије, што може да изазове експлозију или пожар.
Литијумске батерије се широко користе у портабл потрошачким електронским уређајима, те у електричним возилима у опсегу од возила пуне величине до играчака контролисаних радиом.